# 双葉海水浴場

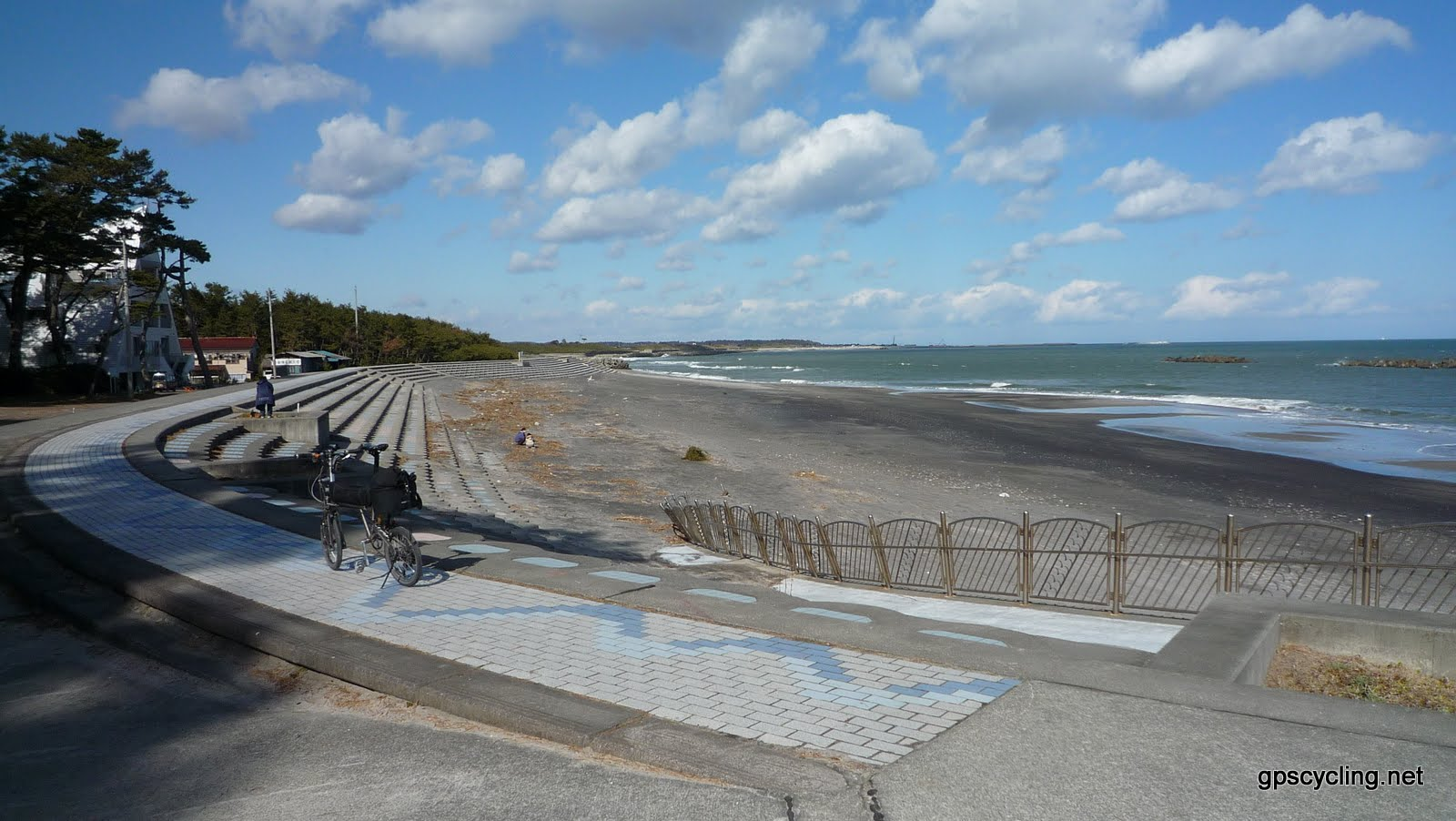
双葉海水浴場

双葉海水浴場（ふたばかいすいよくじょう）は、福島県双葉郡双葉町にある海水浴場である。環境省による快水浴場百選、日本の水浴場55選、日本の水浴場88選に選ばれている。有名な毎年8月にはサマーチャレンジinふたばが開かれる。
福島第一原子力発電所事故による警戒区域設定により、付近へ立ち入ることはできなかったが、2013年5月28日からは避難指示解除準備区域に移行し、付近への立ち入りが可能になった。